# 西伯利亚剪股颖
西伯利亚剪股颖（学名：Agrostis sibirica）为禾本科剪股颖属下的一个种。其种加词“sibirica”意为“西伯利亚的”。
现接受名为西伯利亚剪股颖（Agrostis stolonifera L., 1753）。